# Port de Kuivastu
Le port de Kuivastu (en estonien : Kuivastu sadam, code: EE KUI) est un port maritime situé à Kuivastu dans l'île de Muhu en Estonie. 

## Présentation
Le port de Kuivastu est un port situé à Kuivastu, sur la côte est de l'île de Muhu, sur la rive ouest du détroit Suur väin.
Le port s'étend sur 90 850 m2 de terrain et  153 700 m2 d'eau.
Le port dispose de 10 quais d'une longueur totale de 366,6 m. 
Le quai le plus long est de 120m.
La plus grande profondeur au quai est de 5,2 m, la plus grande largeur 4,5 m et le plus grand tirant d'eau 220m.
Le port est relié au port de Virtsu par des traversiers.
Un port pour petits bateaux a été achevé en 2012. 
Il y a des places pour 50 bateaux flottants dans la marina.

## Galerie

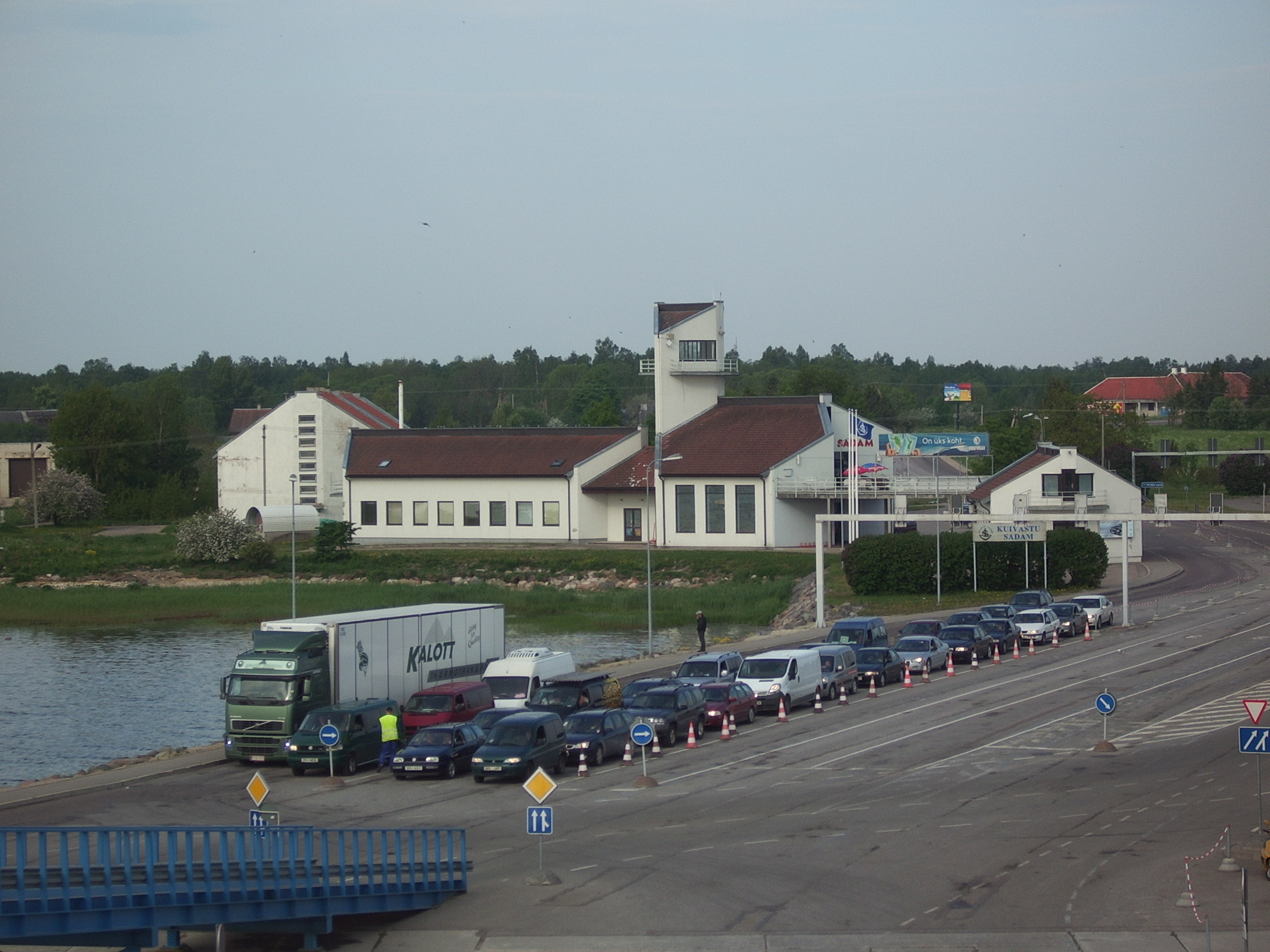
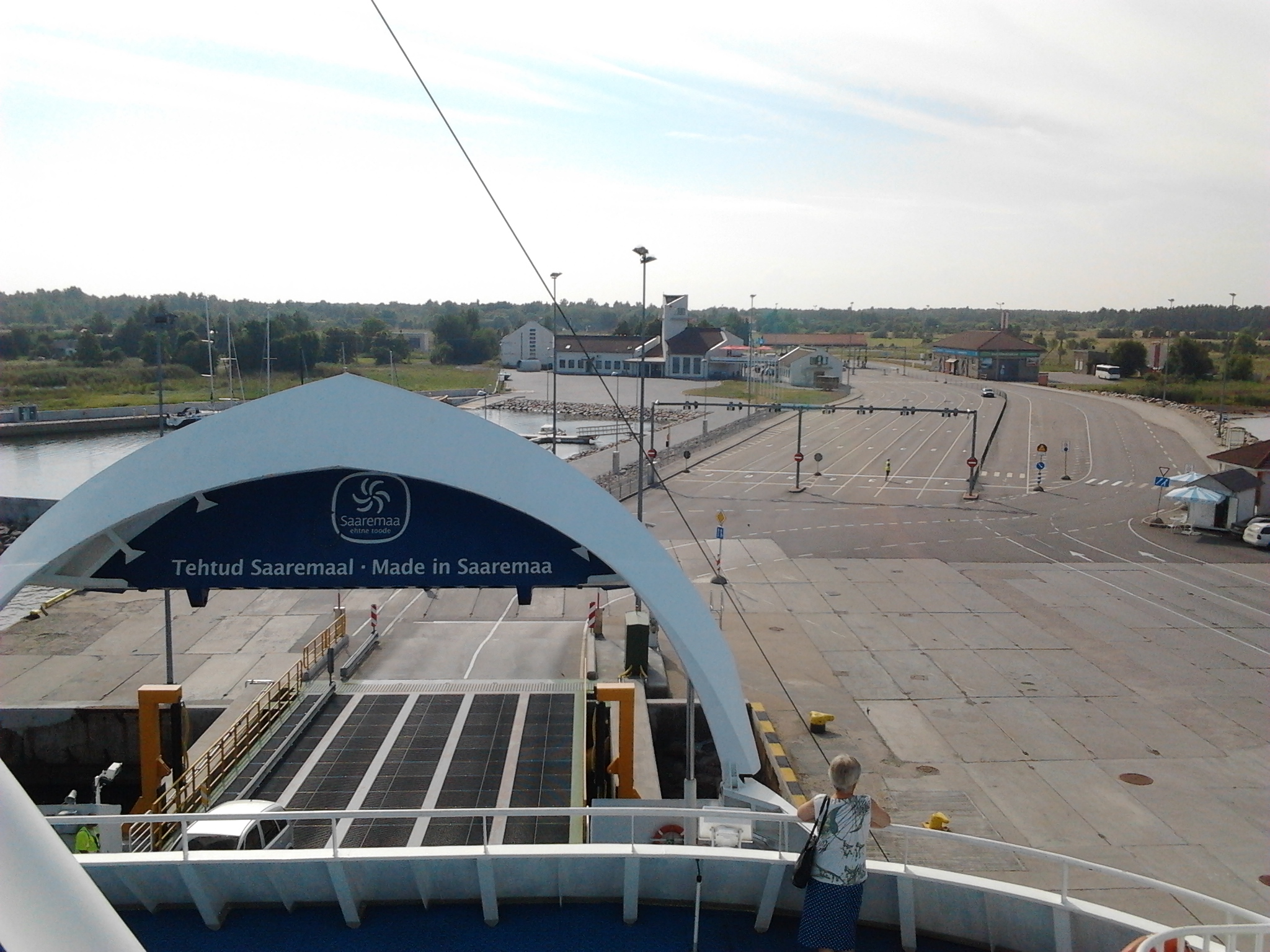
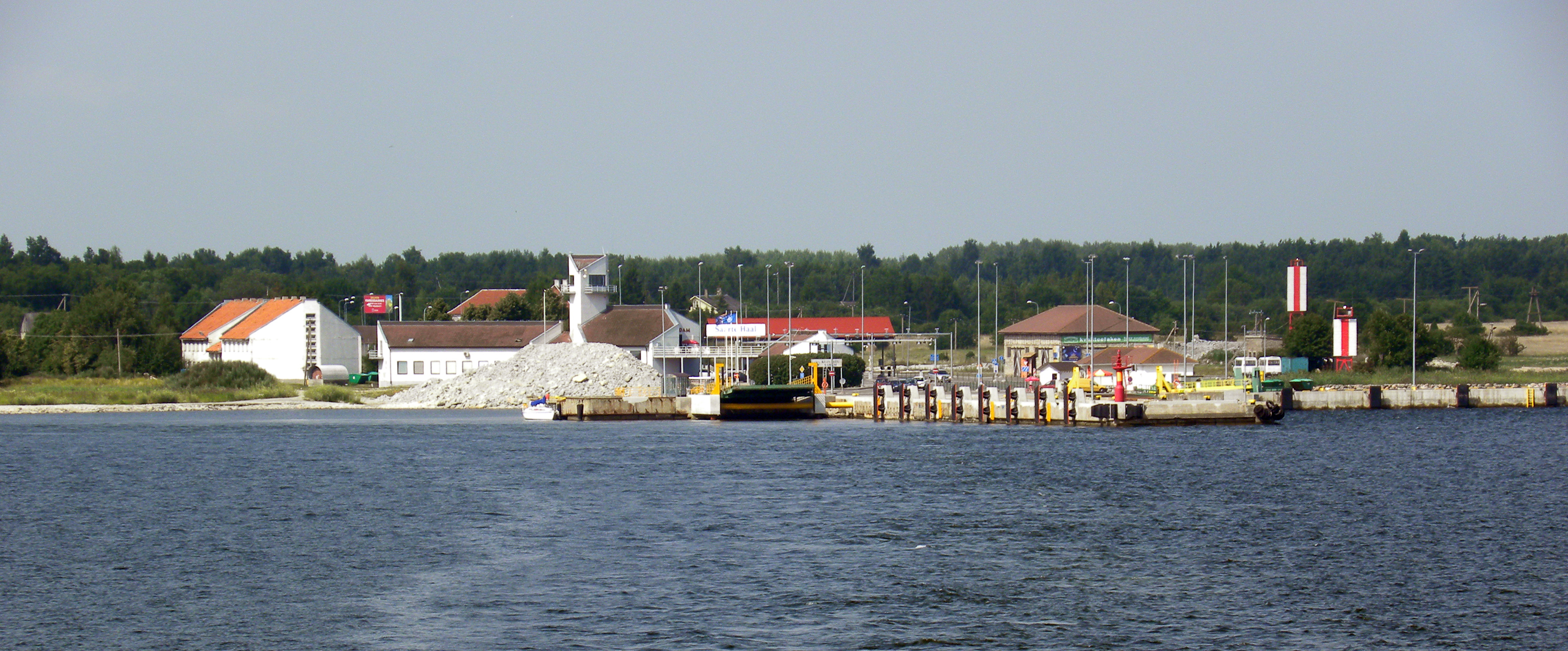